# Aniliner
Mit Aniliner werden Mitarbeiter der BASF bezeichnet.
Die Anilinfarbe (auch Teerfarbe genannt) war eines der ersten vertriebenen Produkte der Badischen Anilin- und Soda-Fabrik und stand Pate für die Bezeichnung Aniliner.
Mit Der Aniliner wurde ebenfalls die Betriebszeitung für die Belegschaft der BASF Ludwigshafen bezeichnet.
Spätestens seit 2014 gibt es ein Pfälzer Schobbe-Glas mit Eigenwerbung der BASF, auf dem es heißt: „Anilinerisch für Anfänger“ auf dem 0,5 Liter Glas werden typische BASF-Begriffe auf pfälzisch illustriert.